# Evangelista Cittadini
Evangelista Cittadini foi um prelado católico romano que serviu como Bispo de Alessano (1542–1549).

## Biography
A 26 de abril de 1542, Evangelista Cittadini foi nomeado durante o papado de Paulo III como Bispo de Alessano. No dia 28 de dezembro de 1544, foi consagrado bispo por Taddeo Pepoli, bispo de Carinola, com Antonio Numai, bispo de Isernia, e Ludovico Simonetta, bispo de Pesaro, servindo como co-consagradores. Serviu como Bispo de Alessano até à sua renúncia em 1549.